# Nikos Salingaros
Nikos Angelos Salingaros (en griego: Νίκος Άγγελος Σαλίγκαρος; nacido el 17 de junio de 1952) es un matemático y polímata  de origen griego nacido en Australia y de nacionalidad francesa, conocido por su trabajo en teoría urbana, teoría arquitectónica, teoría de la complejidad y filosofía del diseño. Ha sido un estrecho colaborador del arquitecto Christopher Alexander, con quien Salingaros comparte un análisis crítico de la arquitectura moderna convencional. Al igual que Alexander, Salingaros ha propuesto un enfoque teórico alternativo de la arquitectura y el urbanismo que se adapte más a las necesidades y aspiraciones humanas, y que combina un análisis científico riguroso con una experiencia intuitiva profunda.
Salingaros publicó una investigación sustancial sobre álgebra, física matemática, campos electromagnéticos y fusión termonuclear antes de centrar su atención en la arquitectura y el urbanismo. Todavía enseña matemáticas y es profesor de matemáticas en la Universidad de Texas en San Antonio. También colabora con facultades de arquitectura en Italia, México y Países Bajos.

## Semblanza
Nacido de padres griegos, Salingaros es hijo único del popular compositor Stelios Salingaros; también es sobrino del barítono operístico Spyros Sali(n)garos (en griego: Σπύρος Σαλίγκαρος).

## Educación
Tras un período de formación artística, Salingaros comenzó a trabajar como pintor, pero pronto se pasó a las ciencias. Obtuvo una licenciatura en Física por la Universidad de Miami, Florida; recibiendo su maestría en 1974 y su doctorado en 1978 en la Universidad Estatal de Nueva York en Stony Brook. En 1982, inició una colaboración a largo plazo con Christopher Alexander, convirtiéndose en uno de los editores de "The Nature of Order", la obra maestra de cuatro volúmenes de Alexander sobre la estética y los procesos geométricos de la naturaleza.

## Carrera
Salingaros se incorporó a la facultad de Matemáticas de la Universidad de Texas en San Antonio en 1983, donde permanece hasta hoy. En la década de 1990 comenzó a publicar su propia investigación sobre formas arquitectónicas y urbanas. En 1997 recibió el primer premio otorgado por la Fundación Alfred P. Sloan a la investigación sobre temas arquitectónicos. En 2003, fue elegido miembro del Comité de Honor, International Network for Traditional Building, Architecture & Urbanism (INTBAU), y del Colegio de Practicantes Tradicionales del INTBAU.

## Escritos
Los escritos de Salingaros ayudaron a introducir dos conceptos clave en morfología urbana, fractales y redes. Su libro Principles of Urban Structure ha sido comparado con el de Michael Batty (Reino Unido) y Pierre Frankhauser (enlace roto disponible en Internet Archive; véase el historial, la primera versión y la última). (Francia) al describir las ciudades como fractales gigantes, y los esfuerzos separados de Paul Drewe Archivado el 12 de septiembre de 2017 en Wayback Machine. (Holanda) y Gabriel Dupuy (Francia) al describir las ciudades como redes gigantes. Su trabajo vincula la forma urbana con nuevos conceptos como la red de mundo pequeño y la red libre de escala. Michael Batty, profesor Bartlett de planificación en el University College de Londres, escribió sobre sus aportaciones: "Salingaros muestra cómo las redes que evolucionan de abajo hacia arriba conducen a jerarquías ordenadas (escaladas) que son a la vez eficientes y bien ajustadas ... Esta es la teoría de el  mundo pequeño, pero contenido en su interior, está el germen de una idea que apenas ha sido explotada. Al conectar elementos en las ciudades, hay un ordenamiento natural de muchos eslabones cortos que se agregan a un número menor de eslabones más largos que, en mi opinión, podría estar vinculado a mundos pequeños, a redes sin escala, a distribuciones de la ley de energía y, más significativamente, a cambios en la tecnología de transporte. Salingaros es el primero en insinuar esto".
A Theory of Architecture, una colección de artículos publicados previamente, describe un conjunto de pautas para el diseño, dando principios científicos que vinculan las formas con las sensibilidades humanas. En esta obra describe un sistema arquitectónico práctico en una forma que cualquier arquitecto en ejercicio puede utilizar. El texto incorpora las observaciones de Salingaros sobre los edificios más notables del pasado, que define como aquellos que responden mejor a las sensibilidades humanas. Si bien este método y su fundamento teórico respaldan las tipologías de la arquitectura tradicional, enfatiza que los arquitectos deben tener libertad para adaptar sus ideas a situaciones particulares, dejando que las decisiones se vean influidas por el entorno y las necesidades del proyecto. Explora preguntas como: ¿Cómo se puede justificar el ornamento y por qué es necesario? ¿Cuáles son las proporciones y jerarquías que promueven la vecindad y la belleza? ¿Qué tiene nuestra naturaleza biológica, quizás incluso la naturaleza de la materia misma, que nos hace sentir una cosa en presencia de un tipo de estructura y otra en presencia de otra? Hablando como matemático, propone un marco teórico para responder a estas preguntas.
Antiarquitectura y deconstrucción es una colección de ensayos escritos como una polémica contra la arquitectura "estrella" contemporánea, y sus partidarios dentro de la arquitectura académica y los medios arquitectónicos. Es una acusación apasionada contra la "mala arquitectura" que, según él, ha sido promovida por sus acciones, Salingaros define "mala arquitectura" como aquello que incomoda o molesta físicamente a las personas, y que persigue preocupaciones formales o ideológicas en lugar de adaptarse a la naturaleza y a las necesidades de los seres humanos corrientes.
"Vivienda social en América Latina: una metodología para utilizar procesos de autoorganización", de Nikos Salingaros, David Brain, Andrés Duany, Michael Mehaffy y Ernesto Philibert, describió el papel de las relaciones socioespaciales para garantizar un entorno construido exitoso. El principal problema urbanístico al que se enfrenta el mundo actual se refiere a los procesos sociopolíticos en la planificación y construcción de viviendas sociales, así como a la renovación a gran escala de favelas. Este trabajo identificó el espacio urbano amado por sus habitantes, lo suficiente como para ser defendido contra la usurpación y la degradación, como un concepto crucial. El criterio es emocional, y surge de la correcta satisfacción de las necesidades emocionales de los residentes a través de la morfología urbana adecuada, que a su vez se crea solo a través de la participación de los usuarios (en un proceso de abajo hacia arriba guiado por un representante de una ONG). Este tipo de espacio urbano exitoso rara vez surge de las tipologías de planificación de la posguerra.
Los escritos más recientes de Salingaros se centran en la biofilia como un componente esencial del diseño del entorno humano, uniendo así las ideas de Edward Osborne Wilson al diseño sostenible.

## Influencia

### Arquitectura
Salingaros ha tenido una influencia teórica significativa en varias figuras importantes de la arquitectura. Christopher Alexander, autor de los tratados seminales El lenguaje de patrones y Notes on the Synthesis of Form, describe la influencia de Salingaros: "En mi opinión, la segunda persona que comenzó a explorar la conexión profunda entre ciencia y arquitectura fue Nikos Salingaros, uno de los cuatro editores de Katarxis. Había estado trabajando conmigo ayudándome a editar material en La naturaleza del orden, durante años, y en algún momento, a mediados de los noventa, creo, comenzó a escribir artículos que analizaban problemas arquitectónicos de manera científica. Luego, en la segunda mitad de los noventa, comenzó a hacer importantes contribuciones a la construcción de este puente entre las exploraciones científicas y la arquitectura".
Carlos de Gales, un influyente crítico de la arquitectura contemporánea, expresó la influencia de Salingaros en su propio prefacio al texto de Salingaros titulado Una teoría de la arquitectura: "Seguramente ninguna voz es más estimulante que la de este nuevo pensador intrigante, ¿quizás históricamente importante?"

### Edificios altos
"The End of Tall Buildings" (2001), en coautoría con James Howard Kunstler, argumentó que la era de los rascacielos ha llegado a su fin y que el 11 de septiembre marca el comienzo del fin de las tipologías modernistas que dominan la forma urbana. Si bien el mundo no ha dejado de construir rascacielos, este se convirtió en uno de los ensayos más citados y controvertidos sobre el tema. Refiriéndose a este ensayo, Benjamin Forgey de The Washington Post dijo: "Lo que muchos sienten hoy va directo a la médula: el miedo a ser un objetivo. ¿Y quién puede hoy negar que edificios altos como las torres del World Trade Center son objetivos ideales?"

### Urbanismo
Salingaros contribuyó a la Nueva Carta de Atenas de 2003, que está destinada a reemplazar la Carta de Atenas original de 1933 escrita principalmente por el arquitecto y planificador modernista altamente influyente Le Corbusier. Ese plan segregaba las funciones urbanas y contribuía a generar tipologías urbanas de posguerra como el monocultivo y la expansión descontrolada. A través de este y otros escritos, Salingaros buscó modernizar los suburbios y reconectar las ciudades estadounidenses y europeas a escala humana. Este trabajo puede verse como aliado con el movimiento Nuevo urbanismo para reemplazar el desarrollo en expansión con ciudades y pueblos compactos y transitables.
Está involucrado en la formación de una comunidad que aplica técnicas análogas al software de intercambio de archivos y código abierto desde la informática hasta el urbanismo. Este movimiento, basado en los principios de peer-to-peer, se llama acertadamente P2P Urbanism y combina la participación del usuario en el diseño y el uso de los Design Patterns de Christopher Alexander con otros métodos útiles en el manejo de software complejo. Una descripción, definición y artículos recientes se publican en el sitio web de la Foundation for Peer to Peer Alternatives.

### Informática
Salingaros nunca ha escrito un verdadero artículo sobre software, sin embargo, dos de sus artículos son citados por la comunidad de CS. Ambos artículos se incluyeron más tarde como capítulos en el libro "Principios de la estructura urbana".
 La estructura de los lenguajes de patrones  (2000) argumenta que los patrones (un concepto central para el movimiento de patrones de diseño en CS e introducido por Alexander) encapsulan información sobre soluciones de diseño recurrentes y actividades humanas. Las técnicas para vincular patrones observados validan un lenguaje de patrón y descartan las reglas estilísticas y los antipatrones como arbitrarios. E. Todd, E. Kemp y C. Phillips comentaron: "Salingaros muestra que una colección suelta de patrones no es un sistema, porque carece de conexiones, lo que implica que la calidad y naturaleza de las conexiones entre patrones es lo que determina si una colección es un idioma o no. Identifica dos formas de conectividad cuando se habla de lenguajes de patrones: conectividad externa y conectividad interna. Estas dos formas de conexión son fundamentales para validar un lenguaje de patrones. Salingaros implica que la riqueza de las conexiones entre niveles y dentro de los niveles en un lenguaje de patrones es un factor que determina la validez interna de un lenguaje ".
La arquitectura de la información de las ciudades (en coautoría con L. Andrew Coward, 2004) Ref. describe las ciudades como sistemas de arquitectura informativa, en los que la funcionalidad de alto nivel separa el sistema en módulos de comunicación. El intercambio de información en los sistemas urbanos incluye información visual del medio ambiente, contacto personal, telecomunicaciones y movimiento de personas. Los viajes de los residentes a través de una ciudad logran un intercambio de información primaria (la interacción que es la intención del viaje). Pero idealmente, los viajes tienen un intercambio de información secundario y fortuito. Por ejemplo, un peatón que se dirige al trabajo visita tiendas, ve anuncios, compra un periódico, se encuentra con un amigo y habla brevemente. La virtud de las ciudades es este intercambio de información denso, fractal y multicapa. Está estrechamente relacionado con la generación de riqueza económica y cultural dentro de las ciudades.
En "La arquitectura de la información de las ciudades", Salingaros también definió la útil noción de "carga fractal", que luego recogieron Richard Veryard, Phil Jones, y otros en Ciencias de la Computación.

### Complejidad
Introdujo un modelo de complejidad usando una analogía con cantidades termodinámicas en física, desarrollada más tarde en colaboración con el científico informático Allen Klinger. Este trabajo adoptó la noción de Herbert Alexander Simon de que lo importante es la organización de la complejidad, y propuso un medio sencillo para medirla. Christopher Alexander discutió el modelo de Salingaros en el Libro 1 de La naturaleza del orden: "Creo que es importante mostrar este resultado simplemente para subrayar el hecho de que la estructura viva es, en principio, susceptible de tratamiento matemático y, por lo tanto, puede ser considerada como parte de la física".

### Filosofía
Salingaros ha sido un duro crítico del deconstructivismo en arquitectura y su aplicación acrítica de la filosofía del posestructuralismo. Su ensayo "El virus Derrida" sostiene que las ideas del filósofo francés Jacques Derrida, aplicadas de manera acrítica, forman efectivamente un "virus" de información que desmantela el pensamiento y el conocimiento lógicos. Salingaros emplea el modelo meme introducido anteriormente por Richard Dawkins para explicar la transmisión de ideas. Al hacerlo, proporciona un modelo que valida las afirmaciones anteriores del filósofo Richard Wolin de que la filosofía de Derrida es lógicamente nihilista. A pesar de que Salingaros usa las ideas de Dawkins, no está de acuerdo con la evaluación que este hace de la religión como un meme más, como se expone en el libro de Dawkins El espejismo de Dios. Respaldando el trabajo más reciente de Alexander que vincula la religión con la geometría, Salingaros defiende la importante contribución histórica de la tradición religiosa al entendimiento humano, tanto en arquitectura como en filosofía.

### General
Salingaros ha sido incluido en "50 VISIONARIOS que están cambiando su mundo", publicado en la edición de noviembre-diciembre de 2008 de Utne Reader. Este es el primer seguimiento del libro de 2001 de Utne Reader "(65) VISIONARIOS: personas e ideas para cambiar tu vida", que incluía a Jane Jacobs, Andrés Duany, Elizabeth Plater-Zyberk, Muhammad Yunus, Fritjof Capra, Edward Goldsmith y William McDonough.